# 2024년 이란-이스라엘 분쟁

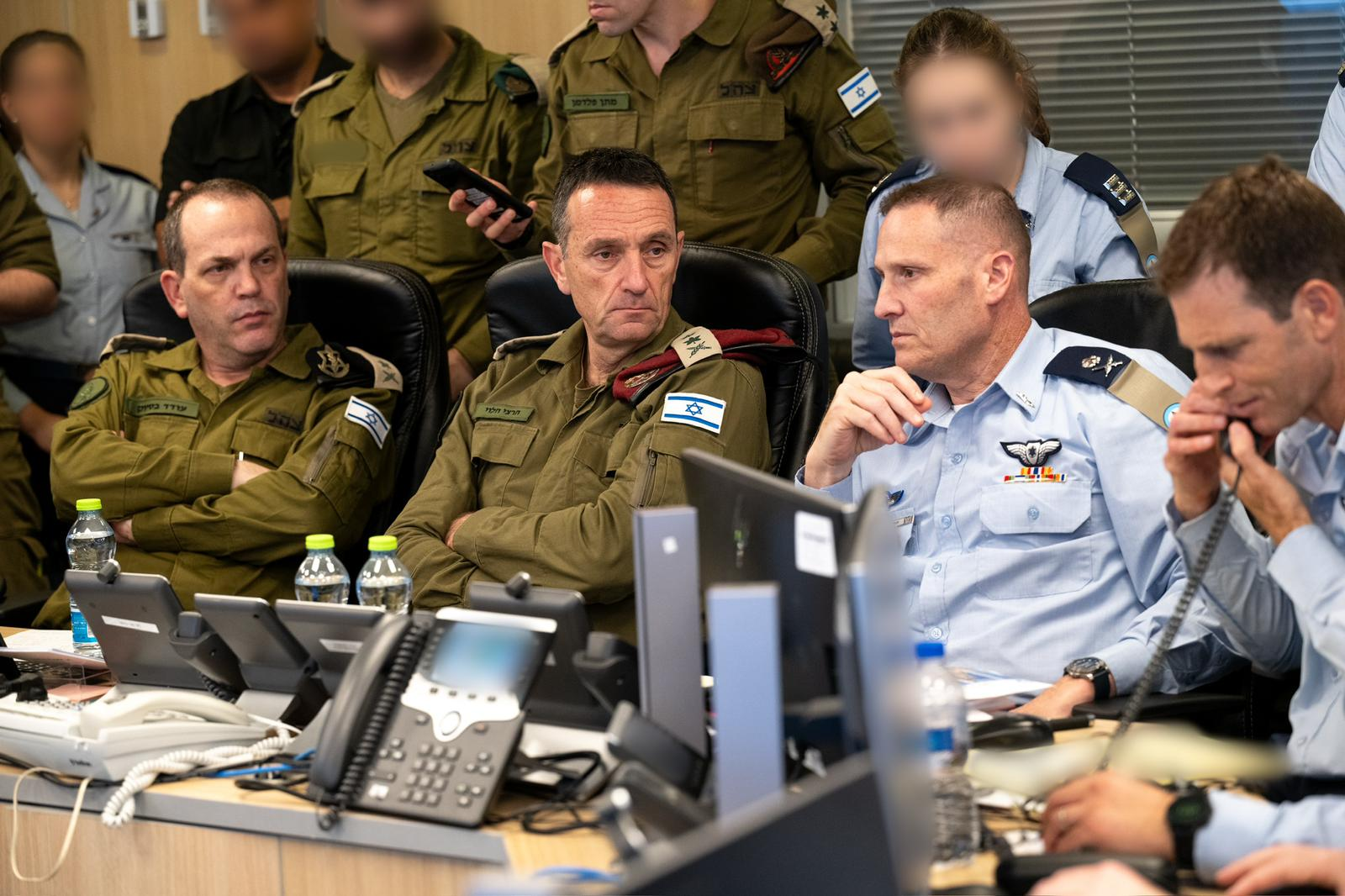
이스라엘 공습 중 IDF 회의 장면

2024년 이란-이스라엘 대리 분쟁은 양국 간의 짧은 기간의 직접적인 대결로 확대되었다. 4월 1일, 이스라엘은 시리아 다마스쿠스에 있는 이란 영사관을 폭격해 이란 고위 관리 여러 명이 사망했다. 이에 대응하여 이란과 그 저항의 축 대리인들은 이스라엘과 연결된 MSC 에어리스호를 나포하고 4월 13일 이스라엘 내에서 공격을 시작했다. 이스라엘은 4월 19일 이란과 시리아에 보복 공격을 가했다.
이스라엘의 공격은 제한적이었고 분석가들은 그들이 공격을 완화하려는 욕구를 나타냈다고 말했다. 이란은 공격에 대응하지 않았고, 긴장은 다시 대리 충돌로 축소됐다.
다른 국가들도 분쟁에 참여했다. 미국, 영국, 프랑스, 요르단은 이스라엘을 방어하기 위해 이란의 드론을 요격했다. 시리아는 일부 이스라엘 요격기를 격추시켰고, 이 지역의 이란 대리인도 이스라엘을 공격했다.
7월 31일 하마스의 정치 지도자 이스마일 하니예가 이란 테헤란에서 암살된 후 긴장이 고조되었다. 하니예의 죽음은 푸아드 슈크르 헤즈볼라 사령관을 2024년 하렛 흐레이크 공습으로 암살한 레바논에서의 사건 발생 몇 시간 후에 일어났다. 이란과 헤즈볼라는 보복을 다짐했다. 2024년 10월 1일, 이란은 이스라엘에 미사일을 발사했다. 이스라엘은 10월 26일에 이란에 추가 보복 공격을 가했다.

## 배경
1979년 이란 혁명 이후, 이란 정부는 이스라엘에 대해 더욱 비판적인 입장을 취했고, 1982년 레바논 전쟁 동안 이란이 레바논 시아파와 팔레스타인 무장 세력을 지원하면서 대리전이 발생했다. 이란은 중동의 다른 이슬람주의 국가 및 단체들 사이에서 힘과 영향력을 얻기 시작했으며, 이를 통틀어 "저항의 축"이라고 불렀다. 분쟁은 이스라엘이 이란의 핵 프로그램을 막으려는 시도와 시리아 내전 중의 대결로 발전했다.

### 가자 전쟁 중 이전의 긴장
2023년 10월 7일, 이란의 부분적인 자금 지원을 받는 팔레스타인 무장 단체 하마스가 이스라엘에 공격을 가해 대부분 민간인인 거의 1,200명의 이스라엘인이 사망하고 이스라엘-하마스 전쟁이 발발했다. 이스라엘은 또한 레바논에서 이란의 대리인인 헤즈볼라와 교전했다. 공격 이후, 이스라엘은 보복으로 시리아의 이란군과 대리군을 더 자주 표적으로 삼기 시작했다. 다음 몇 달 동안 지역 전쟁에 대한 두려움이 커졌다.
12월 25일, 이란 사령관 라지 무사비는 가자 전쟁 중 다마스쿠스 남쪽으로 10 km (6 mi) 떨어진 사이다 자이납에 있는 그의 거주지에서 이스라엘의 표적 공습으로 사망했다. 무사비의 암살은 2020년 바그다드 국제공항 공습으로 인한 모하마드 레자 자헤디의 죽음 이후 가장 고위급 이란 군사 관계자의 죽음이었다.
2024년 1월 20일, 이란 장군 사데그 오미드자데와 4명의 다른 이란 관리들(알리 아가자데, 사이드 카리미, 호세인 모함마디, 모하마드 아민 사마디)은 다마스쿠스의 메제 지구에 있는 건물 회의에서 사망했다. 시리아인권관측소에 따르면 이스라엘의 공습으로 건물은 완전히 파괴되었고, 최소 10명의 군인이 사망했다.

## 2024년 4월의 긴장 고조

### 이스라엘의 이란 영사관 폭격 (4월 1일)
4월 1일, 이스라엘은 시리아 다마스쿠스에 있는 이란 영사관을 폭격했다. 이 공격으로 이란 장교와 대리 전투원 여러 명을 포함해 16명이 사망했다. 특히 쿠드스군 사령관 모하마드 레자 자헤디가 공습으로 사망했다. 공격 당시 건물에 있던 이란 관리들은 팔레스타인 무장 단체 지도자들과 회의 중이었던 것으로 알려졌다.
이란은 보복을 다짐했고, 서방 소식통들은 이란이 이스라엘을 직접 공격할 것이라고 예상했다. 이스라엘은 공습에 대비하여 며칠 전부터 이스라엘 대사관을 대피시키고 공중 폭격에 대비해 GPS 신호를 방해하기 시작했다. 프랑스 해군은 이스라엘을 방어하기 위해 배치되었다. 사우디아라비아와 아랍에미리트는 이스라엘에 공습에 대한 정보를 제공했다.

### MSC 아리에스 나포 (4월 13일)
2024년 4월 13일, 이슬람 혁명 수비대 해군은 포르투갈 등록 및 마데이라 제도 선기의 컨테이너선 MSC 아리에스를 호르무즈 해협에서 장악했다. 선박은 헬리콥터를 통해 국제 해역에서 이란 특수부대에 의해 승선되었으며, "해양법 위반"을 이유로 이란 영토로 향했다. 이 선박은 이스라엘인이 주요 주주인 조디악 마리타임의 계열사인 고르탈 해운이 MSC에 임대한 것이다. 사건 이후, 이스라엘은 유럽연합에 이란 혁명 수비대에 대한 제재를 촉구했다.

### 이란의 이스라엘 공습 (4월 13~14일)
4월 13일 초, 헤즈볼라는 북부 이스라엘을 약 40개의 로켓으로 공격했다. 이스라엘은 이에 대응하여 레바논의 헤즈볼라 무기 제조 시설을 폭격했다. 알자지라는 이 공격이 분쟁 상황을 고려할 때 중요하다고 말했고, 전쟁 연구소는 이 공격이 이란과 협력하여 이루어졌다고 시사했다.
나중에 이란과 그 대리인들은 약 300대의 드론과 여러 탄도 미사일로 이스라엘을 공격했다. 후티, 이라크 이슬람 저항군, 바드르 조직, 그리고 트루 프라미스 군단도 이란의 지휘 아래 이스라엘을 공격했다. 시리아는 일부 이스라엘 요격기를 격추시켰다. 미국, 영국, 요르단은 100대가 넘는 이란 드론을 요격했다. 이 공격으로 네바팀 공군기지는 경미한 피해를 입었지만, 작전은 계속되었다. 7세의 이스라엘 베두인 어린이가 미사일 파편에 심각한 부상을 입었고, 다른 31명의 민간인들은 대피소로 뛰어가거나 불안감으로 인해 경미한 부상을 입었다.
이스라엘과 미국 관리들은 그날 밤 상황 평가를 실시했다. 미국은 이란에 대한 보복 공격에 참여하지 않을 것이라고 밝혔다. 이란은 이스라엘이 직간접적으로 보복할 경우 더 강력하게 반격할 것이라고 위협했다. 이스라엘은 이 공격이 대응을 정당화한다고 말했다. 미국은 이스라엘에 자제를 촉구했고, 이스라엘 전쟁 내각은 이스라엘의 대응 규모를 놓고 논쟁했다. 이스라엘은 대응을 결정하기 위해 그 주에 라파에서의 공세 시작 계획을 연기했다.
전쟁 내각은 다음 주에도 이스라엘의 대응을 놓고 계속 논쟁했다. 내각은 상황 완화를 위한 국제적 압력을 고려하며 군사적 및 외교적 옵션을 검토했다. 4월 18일, 미국이 이란에 대한 이스라엘의 공격을 포기하는 대가로 라파 공세를 승인할 것이라고 보도되었다. 미국과 EU는 이란에 대한 제재를 강화했다.

### 이스라엘의 대응 (4월 19일)
4월 19일 아침, 이스라엘은 이란에 보복했다. 이스라엘은 이스파한 국제공항 안팎의 군사 기지를 포함한 세 곳을 공격했다. 목표물 중 하나는 나탄즈 핵 시설의 레이더였다. 이란은 자국 방공망이 모든 이스라엘 발사체를 격추했으며 폭발은 방공망에 의한 것이라고 주장했지만, 위성 이미지에는 손상된 방공포대와 레이더 시스템의 손상이 나타났다. 이스라엘은 어떤 공격에 대해서도 언급하거나 책임을 주장하지 않았다. 시리아 남부에서는 시리아군 기지가 표적이 되어 물적 손실을 입었다. 이라크에서도 폭발음과 전투기 소리가 들렸고, 이라크 중부에서 이스라엘 미사일의 잔해가 발견되어 이스라엘이 그곳에서 발사했음을 시사한다.
이란 국영 언론은 이스라엘의 공격을 경시했으며, 이란 관리들은 계획된 보복이 없다고 밝혔다. 익명의 소식통은 CNN에 국가 대 국가 직접 공격은 끝났다고 말했다. 분석가들은 공격과 이란의 반응이 양측 모두 긴장 완화를 원했음을 보여준다고 말했다.

## 2024년 여름과 가을의 긴장 고조

### 슈크르와 하니예 암살 (7월 31일)
7월 31일, 헤즈볼라 고위 사령관 푸아드 슈크르가 레바논 수도 베이루트 외곽의 하렛 흐레이크에 대한 이스라엘 공습으로 암살되었다. 이 공습으로 이란군 고문 밀라드 베디와 민간인들도 사망했다. 이 공습은 슈크르가 명령했다고 이스라엘이 주장한, 12명의 어린이를 사망하게 한 마지달 샴스 공격에 대한 보복이었다.
그날 늦게, 하마스의 정치 지도자 이스마일 하니예가 이란 수도 테헤란에서 이스라엘의 공격으로 추정되는 공격으로 개인 경호원과 함께 암살되었다. 하니예는 마수드 페제시키안 이란 대통령의 취임식에 참석한 후 군이 운영하는 게스트하우스에서 사망했다.

### 긴장 고조 (8월~9월)
공격 이후 이란과 헤즈볼라는 보복을 다짐했다. 이스라엘 보고서에 따르면, 2024년 4월 이스라엘에 대한 협력 공격과 유사하게 레바논, 가자, 이라크, 시리아, 예멘 등 저항의 축의 여러 회원국들이 보복 공격을 개시할 가능성이 있다. 많은 국가들이 전쟁 긴장 고조로 인해 자국민들에게 레바논을 떠날 것을 경고했다.
미국 국무부는 외교관들을 통해 이란에게 분쟁 확산이 이들의 이익에 부합하지 않으며, 미국이 이스라엘을 공격으로부터 방어할 것이라는 메시지를 전달하여 공격을 막으려 노력해왔다. 다른 미국 관리들은 4월의 성공적인 격추가 이란의 계획에 대한 훌륭한 군사 정보에 의존했지만, 이번에는 군사 상황이 더 불확실하다고 밝혔다. 러시아 대통령 블라디미르 푸틴은 러시아 안보회의 비서 세르게이 쇼이구를 통해 이란 최고 지도자 알리 하메네이 아야톨라에게 이스라엘 민간인을 공격하지 말고 자제할 것을 요청했다.
미군은 제1전투비행단의 제1작전그룹에서 추가 F-22 랩터 비행대대 배치를 발표했다. 페르시아만에 제9항공모함강습단의 일환으로 4,000명의 해병대와 12척의 선박이 배치되었으며 지중해 동부에 USS 와스프 상륙 준비단의 일환으로 와스프급 강습상륙함 3척과 구축함 2척 및 제26해병기동대가 배치되었다. USS 에이브러햄 링컨 (CVN-72)과 불특정 수의 순양함 및 구축함, 그리고 제9항공모함비행단을 포함한 제3항공모함강습단도 태평양에서 파견되어 배치되었다.
2024년 8월 5일, 이란과 이스라엘 간의 공격 가능성에 대비하여 이란과 요르단의 영공 폐쇄 또는 제한과 관련하여 조종사에게 경고하기 위한 노탐이 발령되었다.

### 이스라엘-헤즈볼라 긴장 고조 (9월 17~30일)
9월 17일, 이스라엘은 새로운 전쟁 목표를 채택했다. 이는 헤즈볼라로 인해 이주한 민간인들을 이스라엘 북부의 집으로 돌려보내는 것이었다. 그날 늦게와 다음 날, 수천 개의 통신 장치(무선 호출기와 무전기 포함)가 레바논과 시리아 전역에서 동시에 폭발했으며, 이스라엘은 헤즈볼라 대원을 공격하는 것을 목표로 삼았다. 이 공격으로 42명이 사망했다. 이에 대응하여 헤즈볼라는 9월 22일 나사렛을 포함한 이스라엘 북부 도시와 마을에 로켓 공격을 가했다. 9월 23일, 이스라엘은 베이루트 남쪽 다히예에서 헤즈볼라 최고 사령관인 이브라힘 아킬과 아흐메드 웨흐베를 살해했다.
9월 23일, 이스라엘은 레바논 남부에 폭격 작전을 시작했다. 이 공격으로 700명 이상이 사망하고, 5,000명 이상이 부상을 입었으며, 50만 명의 레바논 민간인이 이재민이 되었다. 2024년 9월 27일, 헤즈볼라의 사무총장인 하산 나스랄라는 다히예에서 이스라엘 공습으로 암살되었다. 이 공격은 헤즈볼라 지도자들이 주거용 건물 지하의 본부에서 회의 중일 때 발생했다. 이 공격으로 헤즈볼라의 레바논 남부 전선 사령관인 알리 카라키와 이슬람 혁명 수비대 부사령관이자 레바논 쿠드스군 사령관인 아바스 닐포루샨도 사망했다. 이란은 이 공격을 비난했으며, 나스랄라의 죽음에 대한 대응 방안을 내부적으로 논의했다.
2024년 10월 1일, 이스라엘은 레바논에 대한 지상 침공을 시작했으며, 그 목표는 이스라엘 국경 근처의 헤즈볼라 세력을 파괴하는 것이었다.

### 이란의 이스라엘 공습 (10월 1일)
2024년 10월 1일, 이란은 두 차례에 걸쳐 이스라엘에 약 200발의 탄도 미사일을 발사했다. 이란 관리들은 헤즈볼라, 하마스, 이슬람 혁명 수비대 지도자들의 최근 암살을 정당화 이유로 들었다.

### 이스라엘의 이란 공습 (10월 26일)
2024년 10월 26일, 이스라엘은 이란을 공격하기 시작했으며, 테헤란 이맘 호메이니 국제공항, 마슈하드, 카라지, 케르만샤, 잔잔 근처에서 폭발음이 들렸다. 시리아 다마스쿠스 근처에서도 폭발음이 들렸다.

### 공습 이후 위협과 이라크의 개입 (10월~11월)
2024년 10월 31일, 이란 최고 지도자 알리 하메네이는 군 관계자들에게 이스라엘에 대한 군사적 대응을 준비하라고 명령했으며, 이란 관리들은 이스라엘의 공격에 대한 대응이 '가혹하고' '상상할 수 없을 것'이라고 경고했다.
같은 날, 이스라엘 정보국은 이란이 이라크 영토 내에서 이스라엘의 공격에 대응할 준비를 하고 있다고 시사했다. 액시오스는 이 공격이 이라크 영토에서 발사된 다수의 드론과 탄도 미사일로 구성될 것이라고 보도했다.
2024년 11월, 이스라엘 뉴스 매체들은 이스라엘이 가자와 레바논 전쟁 중 이스라엘에 대한 군사 작전을 수행한 이라크 이슬람 저항군을 표적으로 삼을 수 있다고 보도하기 시작했다. 익명의 관리들은 이란에서 이라크 영토로 탄도 미사일과 관련 장비가 이전되는 것을 위성으로 감시했다고 보도했다.
11월 19일, 이스라엘은 유엔 안전 보장 이사회에 이라크 이슬람 저항군이 가자 및 레바논 전쟁 중 이스라엘에 대한 군사 작전을 벌인 것에 대해 자위권을 주장하는 서한을 보냈다. 이라크 총리 무함마드 시아 알수다니는 이 서한이 이스라엘이 이 지역에서 전쟁을 확대하려는 노력과 일치하며 이라크 공격의 구실이 된다고 경고했다.
이스라엘의 이라크에 대한 안보 위협으로 인해 이라크 정부는 주권을 보호하기 위해 모든 필요한 외교적 및 군사적 조치를 취할 것이라는 성명을 발표했다. 11월 21일, 이라크 정부는 이스라엘의 이라크 위협을 다루기 위해 이라크 아랍 연맹 상임 대표부를 통해 아랍 연맹 이사회의 긴급 회의를 요청했다. 이 요청은 이스라엘이 이 지역에서 이라크로 침략을 확대하려 한다는 내용의 유엔 안전 보장 이사회 서한에 명시된 이스라엘의 위협을 강조했다.

## 같이 보기
- 중동 및 북아프리카의 민주주의
- 이란의 선거
- 이스라엘의 선거
- 2025년 6월 이란의 이스라엘 공습